# Хајске
Хајске (слч. Hájske) насељено је мјесто са административним статусом сеоске општине (слч. obec) у округу Шаља, у Њитранском крају, Словачка Република.

## Становништво
| Година:    | 1994. | 2004.   | 2014.   | 2024.   |
| ---------- | ----- | ------- | ------- | ------- |
| Број људи: | 1374  | 1365    | 1323    | 1315    |
| Разлика:   |       | -0,65 % | -3,07 % | -0,60 % |

| Година:    | 2023. | 2024.   |
| ---------- | ----- | ------- |
| Број људи: | 1324  | 1315    |
| Разлика:   |       | -0,67 % |

Према подацима о броју становника из 2011. године насеље је имало 1.307 становника.